# Can Lledó (Lliçà d'Amunt)
Can Lledó és una masia de Lliçà d'Amunt inclosa en l'Inventari del Patrimoni Arquitectònic de Catalunya.

## Descripció
Edifici aïllat de planta rectangular. La façana és simètrica: al pis noble hi ha cinc obertures, les laterals i la central tenen balcó i les d'entremig balustrada. La porta és de dovelles d'arc rebaixat. Coberta a dues vessants i carener paral·lel a la façana, amb balustrada de pedra i en el centre un campanar d'espadanya. Adossada al lateral esquerre de la masia hi ha una torre de secció quadrada amb coberta plana de paredat amb maó els cantells i a les obertures d'arc apuntat, rematada amb un ràfec i balustrada.

## Història
La documentació més antiga de la casa es remunta a l'any 1296. Es distingeixen tres etapes constructives: la primera dataria del s. XVI quan la casa ja pertanyia al marquesat de Montsolis. Aquesta construcció abastaria la banda posterior de l'edifici. Una segona etapa del s. XVIII de la que possiblement és fruit la façana principal, on es troben balcons i balustrades. La darrera etapa, del s. XIX, englobaria la torre i el cos d'arcades laterals, on s'utilitza el maó vist i formes historicistes. L'any 1910 el marquès va vendre la casa a la família Molins.
Fins aproximadament la dècada dels 60 del s.XX el mas de Can Lledó fou un exemple d'explotació agrícola tradicional catalana. El mas estava format per la Masia, els conreus (amb unes 100 hectàrees) i els estables (porcs, ovelles, vaques, aviram i cavall). El règim de producció agrícola era de "quint", és a dir una cinquena part de la collita de cereals pertocava al senyor i l'altra part als masovers que la conreaven i hi vivien, tot i que una part del pis noble de la masia era l'habitatge dels senyors per quan hi anaven. Posteriorment el mas s'anà subdividint i actualment la masia i alguns terrenys són encara de la família Molins.